# 4189 Sayany
4189 Sayany је астероид главног астероидног појаса са средњом удаљеношћу од Сунца која износи 2,301 астрономских јединица (АЈ).
Апсолутна магнитуда астероида је 13,7.